# NGC 7448
NGC 7448 is een spiraalvormig sterrenstelsel in het sterrenbeeld Pegasus. Het hemelobject werd op 16 oktober 1784 ontdekt door de Duits-Britse astronoom William Herschel.

## Synoniemen
- UGC 12294
- IRAS 22575+1542
- MCG 3-58-18
- Arp 13
- ZWG 453.42
- KUG 2257+157
- PGC 70213